# Bavois
Bavois (toponimo francese) è un comune svizzero di 940 abitanti del Canton Vaud, nel distretto del Jura-Nord vaudois.

## Monumenti e luoghi d'interesse

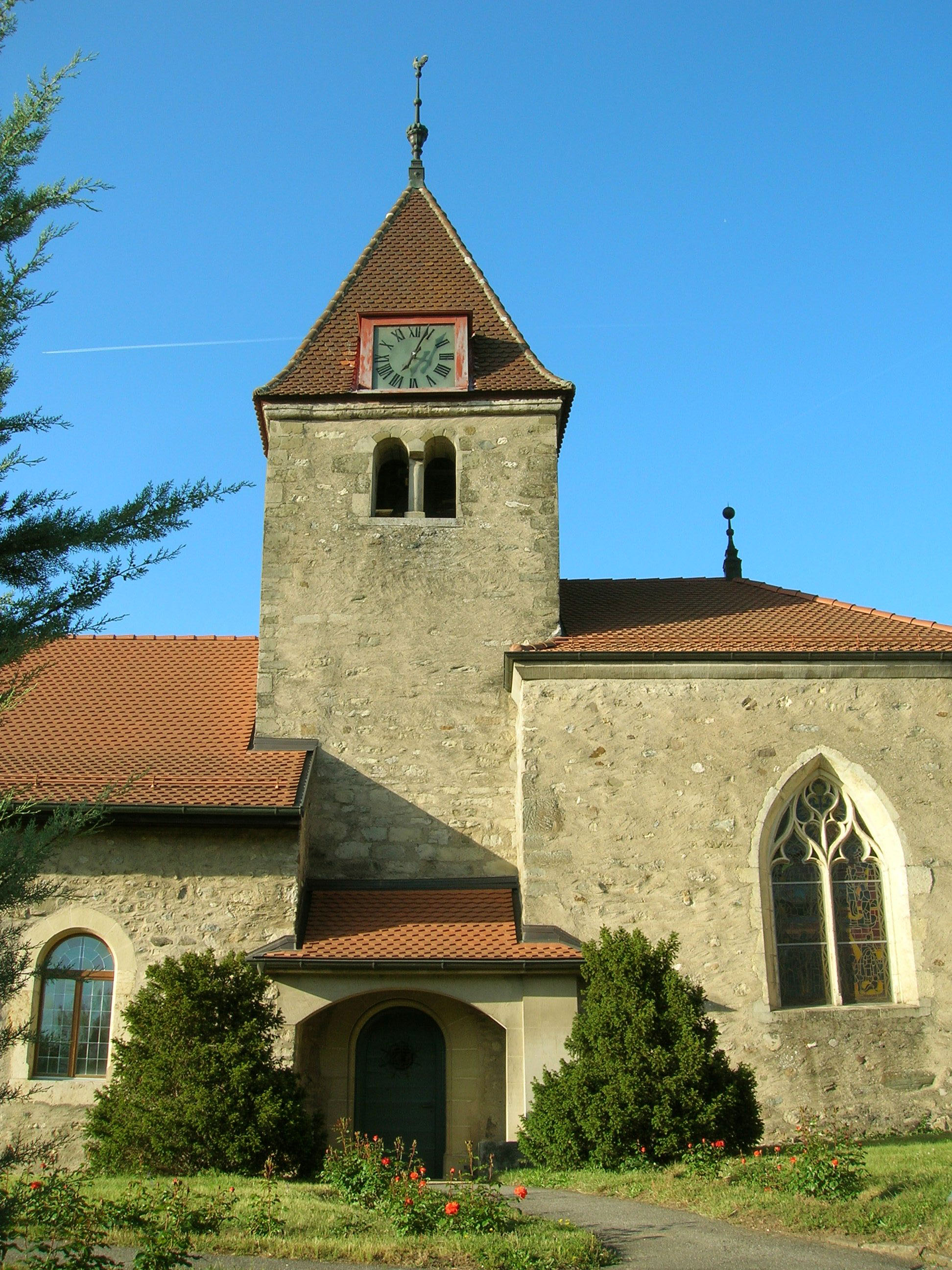
La chiesa di San Leodegario

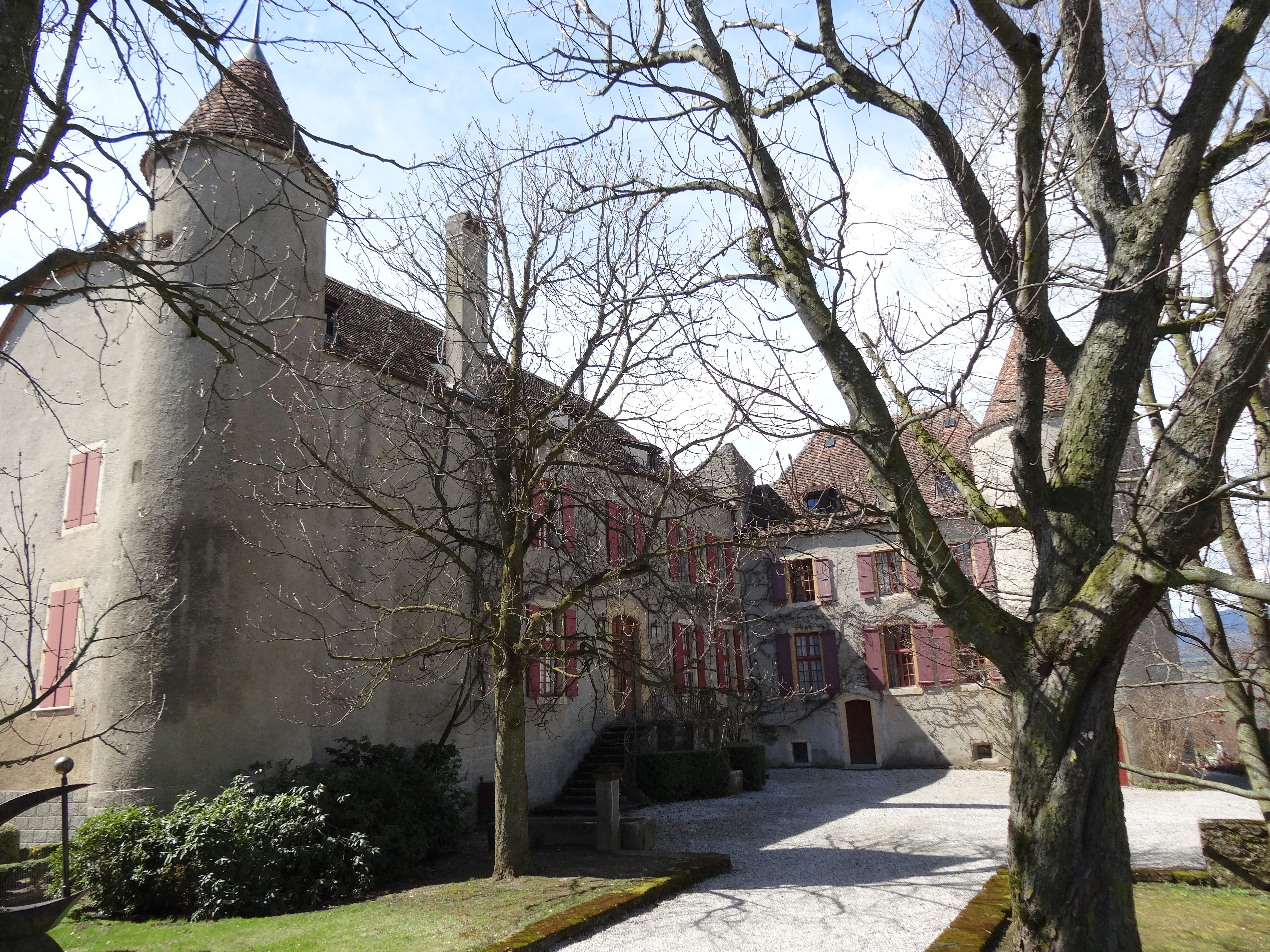
Il castello

- Chiesa riformata di San Leodegario, attestata dal XII secolo[1];
- Castello[1].

## Società

### Evoluzione demografica
L'evoluzione demografica è riportata nella seguente tabella:
Abitanti censiti

## Infrastrutture e trasporti

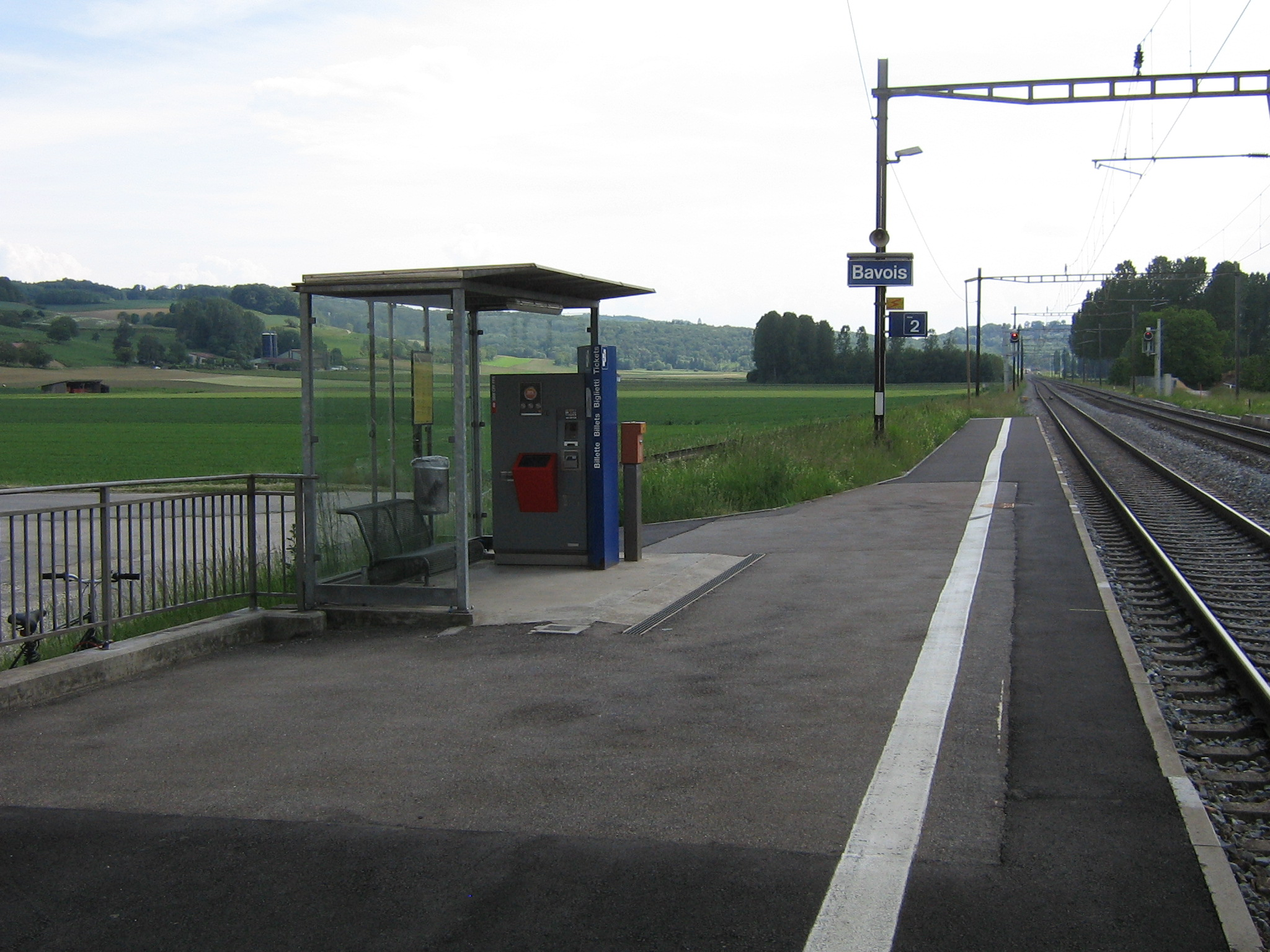
La stazione di Bavois

Bavois è servito dall'omonima stazione, sulla ferrovia Losanna-Olten.

## Amministrazione
Ogni famiglia originaria del luogo fa parte del cosiddetto comune patriziale e ha la responsabilità della manutenzione di ogni bene ricadente all'interno dei confini del comune.

## Sport
Bavois è sede della squadra di calcio Football-Club Bavois.